# One Hour by the Concrete Lake
One Hour by the Concrete Lake — drugi studyjny album Pain of Salvation. Jest to album koncepcyjny.

## Fabuła
One Hour by the Concrete Lake opowiada fikcyjną historię pracownika zakładów wytwarzających broń, który zaczyna wątpić w moralność swojej pracy. Zdaje sobie sprawę z tego, że jest częścią wielkiej machiny, która kontroluje jego życie. W ramach postanowienia noworocznego stawia sobie za cel sprawdzić skutki swojej pracy w innych częściach świata i uwolnić się od machiny.
W drugim rozdziale bohater widzi, do czego służy wyprodukowana przez niego broń. Staje się świadkiem wojny i przypomina sobie, że zostało mu powiedziane, że broń, którą produkuje, może ocalić ludzkie życie i pomaga w utrzymaniu pokoju na świecie. Jednak na wojnie widzi jedynie, jak jedni ludzie zabijają drugich. Widzi również Indian walczących o to, aby biali opuścili ich świętą ziemię po tym, jak zabrali z niej pokłady uranu i zanieczyścili lokalne rzeki.
W trzecim rozdziale bohater przybywa do Kistymu, gdzie w ciągu poprzednich 50 lat do pobliskiego jeziora wyrzucano odpady jądrowe. Spędza on tam całą godzinę, wiedząc, że taka dawka promieniowania mogłaby już go dawno zabić. Myśli o tym, że mógłby tam stać o wiele dłużej.
Zadanie bohatera, aby wydostać się z maszyny, okazuje się niemożliwe do wykonania. Zdaje sobie sprawę, że wychodząc z jednej machiny, jest się i tak częścią kolejnej. Zastanawiając się, dochodzi do wniosku, że to nie maszyna, lecz koła sterują całością, i to właśnie on może wybierać, w którym kierunku poruszy się cała maszyna.

## Lista utworów
1. Spirit of the Land - 0:43
Part of the Machine:
2. Inside - 6:12
3. The Big Machine - 4:21
4. New Year’s Eve - 5:37
Spirit of Man:
5. Handful of Nothing - 5:39
6. Water - 5:05
7. Home - 5:44
Karachay:
8. Black Hills - 6:32
9. Pilgrim - 3:17
10. Shore Serenity - 3:13
11. Inside Out - 6:37

## Twórcy
- Daniel Gildenlöw - główny wokal, gitara
- Fredrik Hermansson - keyboard i sample
- Johan Hallgren - gitara, wokal
- Johan Langell - perkusja, wokal
- Kristoffer Gildenlöw - gitara basowa, wokal